# Буферное государство
Буферное государство, государство-буфер — государство, расположенное между враждующими (в военном или геополитическом смысле) государствами,  их и обеспечивающие таким образом отсутствие общих границ и контакта враждебных друг другу вооружённых сил. 
Государство-буфер часто используются противоборствующими державами для создания «санитарных кордонов».
З. Бжезинский в своей книге «Великая шахматная доска» использовал термин «буферное государство» для описания государства, разделяющего государства, стремящиеся к сотрудничеству, и таким образом ослабляющего обоих своих соседей в пользу четвёртой стороны.
По мнению некоторых экспертов, в настоящее время государства бывшего Союза ССР, входящие в организацию «ГУАМ», являются буферными странами, разделяющими Российскую Федерацию и сопредельные «старые» государства Европы и Азии.

## Примеры
Примерами буферных государств могут служить:
- Небольшие царства Верхней Месопотамии (Адиабена, Осроена, Софена, Апамея, Кордуена) и, временами, Великая Армения между сирийскими и малоазийскими провинциями Римской империи и Парфией в I веке до н. э.—III веке н. э.
- Афганистан в начале XX века как буферное государство между Российской и Британской империями[6] и позже между Англией и Россией[7], противостоящими в так называемой «Большой игре».
- Дальневосточная республика, существовавшая в 1920—1922 годах и выполнявшая роль буферного государства между РСФСР и Японией.
- Монгольская Народная Республика по статусам 1932—1945 годов и игравшая роль буферного государства между СССР и Китаем и в период холодной войны также выступала буфером между СССР и Японией во время оккупации последней значительной части территории Китайской республики (в 1939 году были бои на Халхин-Голе).
- Финляндия, которая в период холодной войны играла роль буферного государства в противостоянии между Востоком (СССР и другие страны ОВД) и Западом (страны NATO)[8].
- Литбел, территория которого служила в качестве пограничной зоны между Польшей и Советской Россией для отграничения РСФСР от Польши с целью предотвращения открытой войны между ними.
- Сиам, фактически был буферным государством между колониальными владениями Франции и Великобритании в  Юго-Восточной Азии с конца XIX до середины XX века, с целью предотвращения вооружённого конфликта между этими двумя колониальными государствами.